# Live in Warsaw
Live in Warsaw is een uitgave in een reeks livealbums van de Britse groep King Crimson. Het concert werd gegeven in Roma; Warschau, Polen.

## Geschiedenis en musici
Inmiddels is het fameuze dubbeltrio gedecimeerd tot een kwartet. Doordat Tony Levin geen deel uitmaakt van dat kwartet, is er geen echte bassist; Trey Gunn probeert dat op te vangen, maar slaagt daar (vindt hij zelf ook) niet geheel in. De musici:
- Robert Fripp - gitaar;
- Adrian Belew - gitaar, zang;
- Trey Gunn - warr gitaar;
- Pat Mastelotto - drums.

## Composities

### CD1
1. ProzaKc Blues
2. The ConstruKction of Light;
3. The Wolrd’s my Oyster Soup Kitchen Floor Wax Museum;
4. Improv: Warsaw;
5. Dinosaur;
6. One Time;
7. VROOOM;
8. Cage;

## CD2
1. Into the Frying Pan;
2. Larks’ Tongue in Aspic; Part IV;
3. Three of a Perfect Pair;
4. The Deception of The Thrush;
5. Sex, Sleep, Eat, Drink, Dream;
6. Heroes (David Bowie en Brian Eno)

Alle composities van de heren zelf, behalve daar waar aangegeven.
Jaren 60: mei, juni 1969; Marquee Londen · 5 juli 1969; Hyde Park Londen · 21/22 november 1969; San Francisco
Jaren 70: 11 mei 1971; Plymouth · 10 augustus 1971; Marquee Londen · 16 oktober 1971; Brighton · 13 december 1971; Detroit · 26 februari 1972: Jacksonville · 27 februari 1972;Orlando · 12 maart 1972; Denver radio · 13 maart 1972; Denver live · 27 maart 1972; Boston · 13 oktober 1972; Frankfurt am Main · 17 oktober 1972; Bremen · 13 november 1972; Guildford · 15 november 1973; Zürich · 29 maart 1974; Heidelberg · 30 maart 1974; Mainz · 1 april 1974: Kassel · 24 juni 1974, Toronto· 1 juli 1974, New York
Jaren 80: 30 april 1981; Bath · 30 juli 1982; Philadelphia · 2 augustus 1982; New York · 13 augustus 1982; Berkeley · 25 augustus 1982; Cap D’Agde · 29 september 1982; München · 17-30 januari 1983; studiowerk · mei-november 1983
Jaren 90: VROOOM sessies;april/mei 1994; studio · 1 juli 1995; Wiltern · 20-25 november 1995; Broadway · 29 november 1995; Chicago · 26 augustus 1996; 2e maal Philadelphia · mei 1997; Nashville studio · 1-4 december 1997 (P1) · 4 juni 1998; Chicago (P2) · 1 juli 1998; Northampton (P2) · 1 november 1998; San Francisco (P4) · 25 maart 1999; Austin (P3)
Jaren vanaf 2000: 11 juni 2000; Warschau · 9/10 november 2001; Nashville live · 3 maart 2003: Alexandria (P3) · april 2003 · najaar 2003; Japan · 20 juni 2003; Milaan · 16 november 2003; New Haven ·  28 juni 2017; Chicago